# Góra Kalwaria
Góra Kalwaria é um município da Polônia, na voivodia da Mazóvia e no condado de Piaseczno. Estende-se por uma área de 13,67 km², com 11 845 habitantes, segundo os censos de 2016, com uma densidade de 866,5 hab/km².